# Выживание

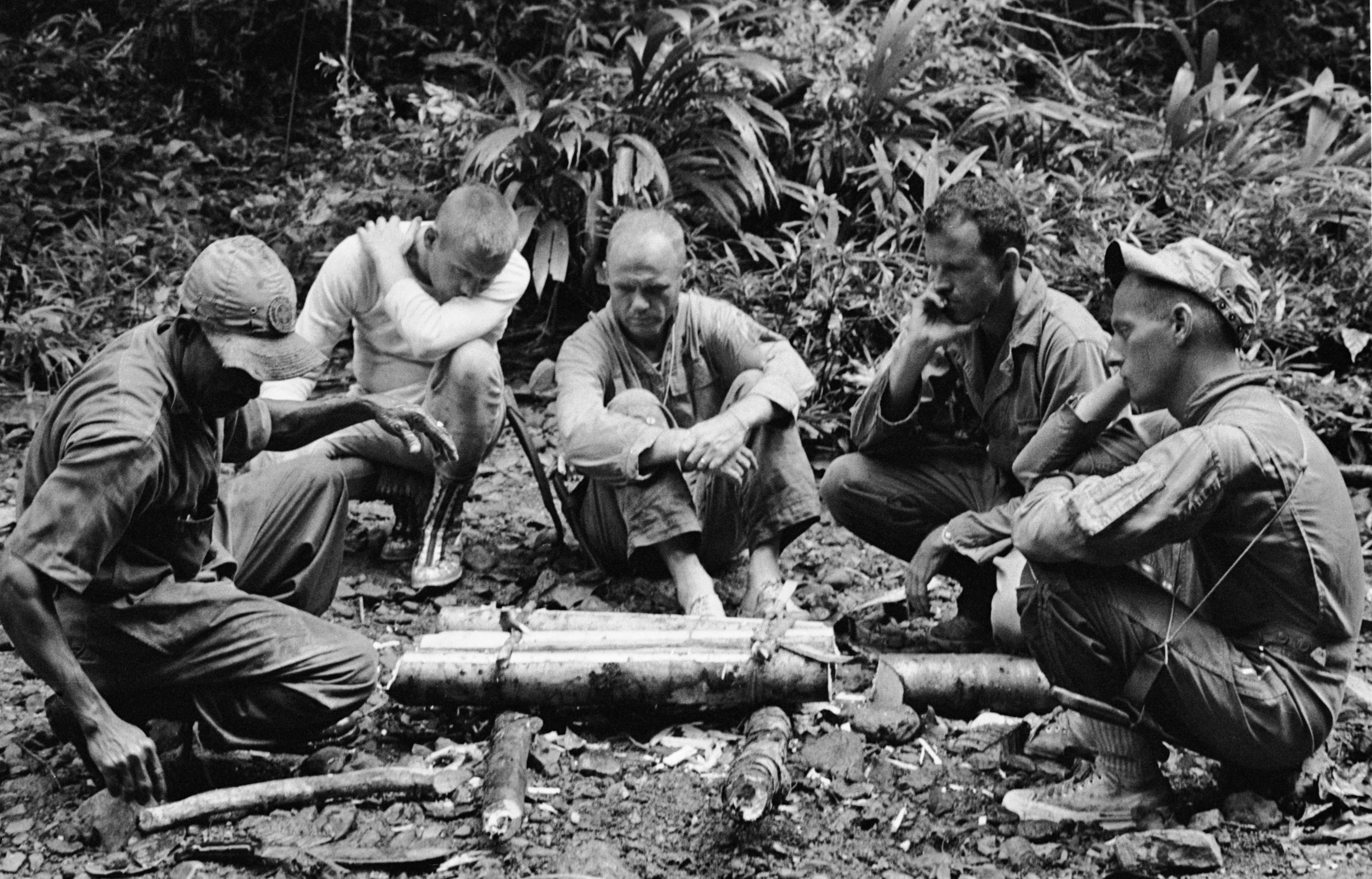
Астронавты, участвующие в тренировке по выживанию в условиях тропиков на базе Албрук ВВС США в районе Панамского канала, 1963. Слева направо: неизвестный тренер, Нил Армстронг, Джон Х. Гленн-младший, Лерой Гордон Купер и Пит Конрад. Такая подготовка важна для лётных экипажей, поскольку потенциально они могут сесть в необитаемой области.

Выжива́ние — борьба человека за жизнь при резкой перемене условий окружающей среды, в отсутствии привычных бытовых удобств. В основном навыки выживания решают конкретные задачи, связанные с поддержанием жизненных функций организма — утолением голода, утолением жажды, защиты от непогоды и от угрожающих здоровью опасностей, а также лечение и обогрев. Специальное обучение навыкам безопасности и выживания даёт человеку полезные навыки, которыми можно воспользоваться, общее видение картины сложившейся ситуации, позволяет быстрее и тщательнее проводить анализ рисков, возможностей и стратегий поведения.
Выживание условно делится на несколько разделов. Например, различают выживание в экстремальных ситуациях (аварии, катастрофы, катаклизмы) и жизнь в условиях автономного существования. В первом случае подразумевают, что человек попадает в неблагоприятную среду без инструмента. А во втором случае подразумевают, что человек живёт в суровой неблагоприятной среде в отрыве от цивилизации, но он идёт на риск осознанно и осмысленно планирует свою жизнь, и для этого имеет определённые навыки, запасы, оружие, средства связи и инструменты, облегчающие жизнь. Считается, что именно к автономному существованию относится сленговый в мире выживальщиков термин «бушкрафт» (термин имеет австралийское происхождение, так как изначально относился к австралийским аборигенам, приспособившимся жить в неблагоприятных, по меркам европейских колонистов, условиях пустыни).
Порой книги и публикации по выживанию сложно отнести к какой-то отдельной категории. К выживанию с некоторой отстранённостью относится и тематика школьного курса ОБЖ и разного рода пособия по общей безопасности личности. Отдельной категорией также стоит выживание в зонах боевых действий. В мире издано достаточно много пособий по выживанию на основании опыта различных военных формирований специального назначения (таких как спецназ ГРУ, SAS и т.п.), но такие книги также не стоит однозначно смешивать с тематикой выживания. 
Существует также категория выживания на грани с художественным вымыслом из кинофильмов относящаяся к постапокалипсису (условное название, например для последствий глобальной ядерной войны). Эта область выживания имеет свой круг задач и свою теорию выживания, близкую к сталкерингу или жизни в заброшенных городах, с их деградирующим и агрессивным населением, в условиях длительной нехватки жизненно-важных вещей и коллапса привычной, удобной инфраструктуры.
Существуют публикации, сделанные на случай чрезвычайных ситуаций для конкретных мест, например, для городов Нью-Йорк, Сан-Франциско, Сидней и штата Пенсильвания.

## Первая помощь
В ситуации один на один с угрозой для жизни первая помощь может помочь человеку выжить и сохранить активность при травмах и заболеваниях, которые в противном случае могут убить или вывести человека из строя.
Существуют разного рода инструкции и справочники по оказанию первой помощи пострадавшим, — походные, межотраслевые. Такие инструкции часто эффективны лишь в условиях организованных групп. Так как подразумевают участие посторонних в спасении, обеспечении безопасности и лечении пострадавшего. Соответственно при использовании навыков из справочника список доступных возможностей по спасению человека в составе группы будет всегда выше. И соответственно такие знания следует отличать от инструкций по оказанию первой помощи самому себе.

## Походная аптечка
Некоторое внимание тематике безопасности и выживания может быть уделено в походно-туристических пособиях и справочниках ориентированных на групповые походы от альпинизма и водных путешествий, до экспедиций в тайгу и Заполярье. В некоторых при формировании походной аптечки необходимо серьёзно обратить внимание на препараты для защиты от клещей, укус которых может привести к инвалидности (см. клещевой энцефалит и болезнь Лайма).
В туризме принято считать, что каждый участник похода, должен комплектовать свою аптечку индивидуально, подбирая препараты на основе знания особенностей восприятия лекарств своим организмом. Мало того, участник похода не должен применять в критической ситуации лекарственные препараты из своей аптечки к пострадавшим участникам похода без явного разрешения (например в бессознательном состоянии, — исключение возможно для простейших и самых общих препаратов). Потому как только сам человек может знать о своих болезнях и возможных побочных явлениях от приёма противопоказанных средств. Естественно что применение противопоказанных лекарств в условиях когда человеку и без того плохо, и нет возможности вызвать профессиональных медиков, может повлечь за собой ещё более тяжёлые последствия для состояния пострадавшего человека, вплоть до летального исхода.
Действующие законы могут повлечь и уголовное наказание за оказание неквалифицированной медицинской помощи, отчего даже медики порой предпочитают стоять в стороне, абстрагировавшись от происходящего, не упоминая о том что они являются мед. работниками.

## Тревожные наборы
Одним из способов подготовки к ЧС является самостоятельное комплектование или покупка готовых тревожных чемоданчиков или их компактных вариаций (НАЗ). Содержание таких наборов не типизировано и может сильно варьироваться в зависимости от разных факторов и личного видения. Могут быть заметные отличия в аварийных наборах предназначенных для лётных и морских экипажей, разница может зависеть от полосы проживания, времени года. Основной задачей таких наборов является облегчить задачу выживания в несколько дней с помощью разного рода миниатюрных инструментов и расходников, запасов, воды, пищи.
В наборы могут включаться лекарственные препараты для облегчения боли и оказания первой помощи (антисептики, антидоты), фонарик, инструменты для разведения огня, колющие, режущие предметы, а также копии личных документов на случай экстренного покидания места жительства, (например при наводнении или пожаре).
В более основательных наборах может присутствовать и более тяжелый шанцевый инструмент, такой как топор, пила, сапёрная лопатка.
Важным элементом в наборах по выживанию является наличие элементарного снаряжения для рыбалки.
В мире идет постоянный процесс модернизации и доработки походного инструмента, — это процесс уследить за которым физически невозможно. Так что и современный топор и походная лопата могут обладать дополнительным функционалом под определённые нужды. Люди серьёзно интересующиеся проблемами выживания порой отказываются от традиционных конструкций в пользу разного рода многофункциональных инструментов. Хотя в этом есть и плюсы и минусы. Например последствия от потери многофункционального инструмента в походе могут оказаться куда более неприятными.

## Укрытие

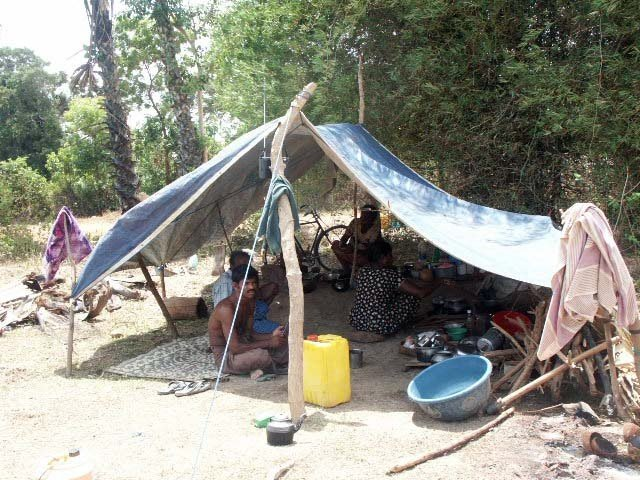
Укрытия от солнца и дождя построенные из брезента и палок. В нем живут переселенцы от Шри-Ланкийской Гражданской войны

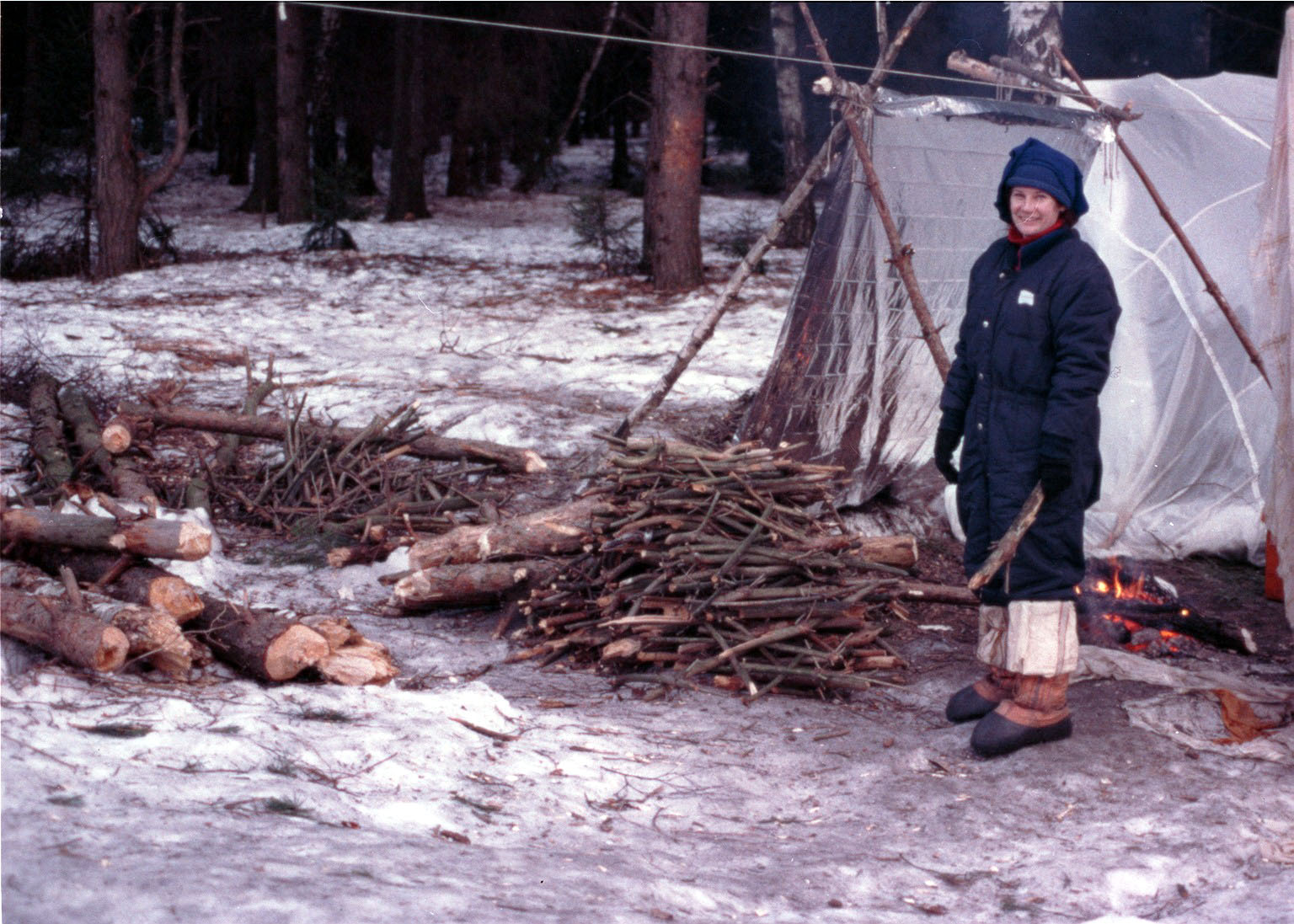
Астронавт Сьюзан Хелмс на тренировке по выживанию

Кров может варьировать от естественных укрытий, таких как пещеры или поваленные деревья, к промежуточной форме рукотворных укрытий, таких как мусор, хижина, дерево, яма, убежище, или пещеры в снегу, до полностью искусственных сооружений, таких как брезент, тент или вигвам.
К укрытиям также относятся Защитные Сооружения Гражданской Обороны (ЗСГО). Как правило ЗСГО рассчитаны на укрытия большого количества людей на небольшой период времени. Для них созданы отдельные правила эксплуатации, включая контроль за качеством и составом воздуха.
Частные бункеры, рассчитанные на одну семью как правило проектируют для возможности длительной автономии.

## Добыча воды
Вода это один из основных элементов поддержания жизни человека и животных. Человек также зависим от воды в хозяйственном и гигиеническом отношении. Существуют разные методики добывания, сбора и хранения воды в неблагоприятных условиях.
Несмотря на то что воды может быть много, не всегда её можно использовать для питья. Иногда требуется очистка воды от мусора и примесей (фильтрация), обеззараживание и стерилизация (кипячение, причём иногда длительное). Иногда требуется провести опреснение (обессоливание) воды.
Городские системы водоснабжения и водоподготовки часто связаны с энергосистемами. Так что авария в энергосистемах может заметно сказаться на работе насосных станций, систем очистки и в итоге скажется на объемах поставляемой воды. Хотя конечно так или иначе средства водообеспечения дублируются и резервируются на случай аварийных ситуаций. Но тем не менее возможны сбои.

## Добыча огня
Огонь это один из основных элементов поддержания жизни в суровых, неблагоприятных условиях, необходимый для приготовления пищи, освещения и обогрева. Иногда огонь используется для отпугивания насекомых, хищников, сушки вещей.
В пособиях часто рассматривают возможности разведения огня голыми руками из подручных средств. Но на практике под разновидностью навыка разведения огня в случае стихийных бедствий и катастроф могут пониматься и владение навыками обращения с приборами работающими на разных видах топлива, например с газовыми горелками или примусами работающими на бензине или керосине. Например навыки обращения с бензиновыми примусами в свою очередь требуют от пользователя и знания особенностей поведения примусов на разных видах топлива, чтобы не вывести прибор из строя неправильным выбором топлива.
Бытовая предусмотрительность хотя и не относится явным образом к навыкам выживания, но даёт больше возможностей в свободе действий в случае ЧС. Например планируя возможность освещения и приготовления пищи с помощью огня в случае ЧС, человек становится заинтересован в создании запасов свеч, осветительных масел, осветительного керосина для керосиновых ламп, топлива для горелок и примусов (газ, спирт, бензин, керосин), сухого горючего, спичек, дров, угля, в приобретении лёгких походных печей-экономок быстрого развёртывания и турбо-печек*, работающих на разном твёрдом горючем материале начиная от щепок и дров до каменного и древесного угля.
Для освещения в условиях ЧС часто используются простейшие самодельные лампады и факелы. Существуют сравнительно не сложные рецепты создания химических источников света в домашних условиях.

## Электроэнергия
Добыча электроэнергии не относится к навыкам выживания в дикой природе, но может быть полезна для выживания в условиях ЧС и стихийных бедствий в городе, когда нет возможности развести огонь. Так как часто городские кухонные бытовые приборы работают на электричестве (электрочайники, индукционные и электрические плиты).
Возможность генерации электроэнергии скорее относится к категории общей хозяйственной предусмотрительности, но некоторые навыки здесь также необходимы почти как навыки выживания. Например могут быть полезны такие навыки как эксплуатация и консервация электрогенераторов, хранение и консервация топлива, правильный подбор запаса свечей зажигания и моторных масел. В кризис может оказаться полезной даже такая мелочь как понимание того что бензиновый электрогенератор сможет работать на бензине потерявшем своё октановое число, в то время как автомобиль на таком бензине уже не поёдет. Потому как тяга двигателя автомобиля зависит от октанового числа. В кризисных условиях возможно получение бензина в результате переработки старых автомобильных покрышек.
Могут оказаться полезны на случай ЧС навыки в развёртывании солнечных электростанций и аварийного освещения. Понимание правил электробезопасности и умение предвидеть риски.
Отдельную категорию потенциально полезных для выживания в условиях ЧС знаний составляют навыки хранения и эксплуатации разных типов аккумуляторных батарей, включая знание температурных режимов, типов зарядных устройств, принципы регулярного обслуживания, методики произведения измерений по оценке степени разряда, умение контролировать зарядные ток и напряжение и т. п. мелочи.

## Навигация
Ситуации, требующие выживания, часто могут быть разрешены путём нахождения пути к безопасному, или более подходящему месту, где можно дождаться спасения.
Природная навигация — изучение состояния окружающих природных объектов (напр, мха на дереве, снега на холме, направления текущей воды, и др.).

## Радиосвязь
Средства радиосвязи используются для поддержания связи с базовыми лагерями, диспетчерами, отдельными тур. группами. В случае аварийной ситуации наличие средств радиосвязи даёт шанс сообщить о проблемах и призвать на помощь поисково-спасательную бригаду или экспедицию.
В разных регионах существуют разные частоты для связи по разным направлениям. Помимо морских и авиационных частот связи, существуют свои частоты для связи в любительском диапазоне для туристов, клубов любителей езды по бездорожью (возможно и другие).
Существуют государственные службы которые постоянно контролируют аварийные частоты выделенные для связи и в радиолюбительском диапазоне волн.
Службы чрезвычайных ситуаций для связи между спасателями и диспетчерами часто используют отдельные протоколы радиосвязи, так что посторонние люди не имеют возможности вмешиваться в радиопереговоры спасателей и диспетчеров, заметно мешая их работе (при выходе на такие частоты можно услышать гудение во время обмена сообщениями).

## Выживание в воде и на море
Водная стихия не является для человека родной, и по этой причине выживание на водах во многом отдельная категория выживания со своими правилами.

## Выживание в зонах боевых действий
Выживание связанное с зонами боевых действий имеет свою специфику. Это мины, обстрелы, беспредел власти (то есть власть без предела), риски изнасилования и ограбления, порча имущества и хозяйства, разрушение предприятий, отсутствие работы. Советы по выживанию в зоне боевых действий с учётом всего перечисленного чаще всего встречаются в литературе по выживанию для военных.

## Пожарная, химическая, радиационная, биологическая опасность
Эти группы опасностей также относятся к проблемам выживания. Комплексно они могут встретится например в случае техногенной катастрофы.
Комплекс мер по предотвращению возгораний, тушению огня, навыки обращения со спецсредствами (огнетушителями, средствами индивидуальной защиты органов дыхания) одни из основных частей в комплексе мер Гражданской Обороны. Крупные лесные пожары и массовое покидание жилищ не являются редкостью в летнее время года и как правило находятся в фокусе работы МЧС и СМИ.
Химическая и биологическая защита стоят ближе к специальным ведомственным дисциплинам выживания, характерным для армии, пожарных, спасателей, ликвидаторов МЧС (наличие костюмов хим. защиты, противогазов, специального спасательного оборудования). Но также этой проблематикой активно интересуются сталкеры.

## Засуха, голод, эпидемии
Засуха вызывает неурожаи. Неурожаи вызывают голод. Голод вызывает дистрофию и смертность от голода. Появление большого количества трупов в скором времени оказывает влияние на размножение насекомых (блохи, мухи и т. п.). С ростом численности насекомых-кровососов повышается риск возникновения массовых эпидемий.
Следовательно и меры по предусмотрению проблем безопасности вызванных засухой могут включать в себя подготовку к комплексу самых разных защитных мероприятий:
1. Гуманитарная помощь, — обеспечение доступа к чистой воде, продовольствию, антисептикам, медикаментам.
2. Обеспечение средствами защиты от насекомых (фумигаторы, аэрозоли, отпугивающие мази, защитные сетки).
3. Массовое прививание населения.
4. Меры связанные со срочными массовыми захоронениями.
5. Дезинфекцию.
6. Дезинсекцию.

Во многие пособия по выживанию и туризму входят разделы об экстремальном питании с описанием растений, грибов, животных, птиц и насекомых которых можно встретить в природе в тех или иных регионах. Конечно на энциклопедическую полноту такие пособия не претендуют в силу того что охватить все регионы мира очень сложно. В основном их целью является предупредить о том что ядовито, что и когда может быть съедобно и что может использоваться в качестве проверенного лекарственного средства. Исходя из вышесказанного некоторую помощь в выживании например в туризме могут оказать разного рода определители растений, животных, грибов конкретного региона.
Популярным средством выживания в оторванных от цивилизации деревнях России (с учётом отсутствия работы у населения и низких пенсий, можно сказать: «в среде малообеспеченных слоёв населения») с давних пор служит рыбалка, особенно её зимняя (подлёдная) разновидность. Рыбалка служит не только для питания людей но и кормом для деревенских кошек и собак. По этой причине конкретно для России немаловажное значение в добывании пищи играют навыки рыбалки, наличие рыбацкого снаряжения и учебные пособия по рыболовству, узлам, моторным лодкам, ловушкам и т. п.
На площадках в интернете связанных с глобальными катаклизмами ведутся обсуждения и обмен опытом по теме длительной сохранности продуктов питания, Некоторые пользователи ведут рейтинги качества выпускаемых консервов (например качество тушёнки от разных производителей), другие обсуждают качество разных армейских пайков и соответственно их поставщиков. В последнее время у создателей разного рода схронов и складов интерес вызывают сублимированные продукты, а также возможности их производства.

## Психологияи выживание
Общество неоднородно по своему составу, и люди попадающие в экстремальные условия также не одинаковы по своему интеллектуальному, психологическому составу, духовному внутреннему миру.
Отношение к выживанию у каждого человека будет своё. В то время когда один будет делать всё возможное чтобы выжить, в том числе за счёт своих товарищей, другой на его месте может решить что он уже и так достаточно прожил в этом мире и ему возможно не зачем возвращаться к той не слишком светлой и радостной жизни которую он вёл. Хорошо это или плохо, — вопрос лишенный смысла. Глупо регламентировать то, что чуждо регламентации. Иначе бы у людей во всём мире было одинаковое отношение ко всем сторонам жизни, — к деньгам, удовольствиям, вещам, к государству, церкви, своим родителям, детям. Человек не так прост чтобы ему можно было указать на то что он должен чувствовать на пороге смерти и как должен относиться к своей жизни, или даже к тому что его окружает. Человек в детстве, в двадцать лет, и в 60 лет, — это три разных человека. И в 60 лет отношение к жизни, уже не может быть таким же, каким оно было в 10 лет или 20. В итоге можно лишь констатировать тот факт что одни люди сильно стремятся выжить, а другие слабо, и так будет всегда.
В смертельно опасной ситуации желание жить часто разделяет тех, кто выживает, и тех, кто гибнет. Героические истории людей выживших без специальной подготовки и со скромными знаниями, — не редкость.

### Психологическое выживание личности
Отдельный аспект выживания человека — это психологическое выживание в новой реальности (технической, информационной, социальной), в постоянно изменяющемся обществе. Человеку нужно приспособить себя к новым условиям, при этом не потерять себя, сохранить свою личностную целостность и внутреннюю стабильность..
Факторы риска для выживания, имеющие психосоциальный характер:
- Усложнение социальных и экономических условий жизни
- Длительно сохраняющаяся эмоциональная нагрузка
- Совокупность негативных событий, влияющих на образ жизни человека
- Непрерывные жизненные перемены
- Криминальная обстановка, включая террористические акты
- Неопределённость и непрогнозируемость жизненной перспективы
- Пресыщение социальным взаимодействием
- Угроза техногенных катастроф

Выживание человека в мире связано с его способностью к адаптации.

## Информационные ресурсы

### Русскоязычные интернет-ресурсы
К 2020 году довольно много информации по теме выживания было опубликовано не только в книгах, но и на страницах интернета, в том числе на видеохостингах. Некоторые русскоязычные интернет-ресурсы по теме выживания сегодня уже не существуют, опубликованные материалы возможно навсегда утрачены, и уже даже сложно сказать какова была ценность тех или иных сайтов. Однако и на оставшихся сайтах всё ещё хранится довольно большой объем накопленного живой жизнью опыта в виде статей и связанных с ними обсуждений (уточнений, предложений, доработок). Общее число страниц связанных с выживанием вероятно приближается к миллиону. Большую часть этого объема составляют обсуждения на форумах.
Некоторые информационные сайты по выживанию также ориентируются и на рекламу и на торговлю товаром для туризма и выживания. Существуют также интернет-магазины довольно узко специализирующиеся на продаже подобных товаров.

### Англоязычные
Существует довольно много англоязычных телепередач, шоу и сериалов на тему выживания; передач российского производства на этом фоне довольно мало.
Некоторые документальные телепередачи, шоу и сериалы:
- «Alaska: Surviving. The Last Frontier» / «Аляска: Выживание. У последней черты»
- «Alone in the Wild» / «Один на один с природой»
- «Beyond Survival»
- «Dual Survival» / «Выжить вместе» или «Выжить вдвоем»
- «Man vs. Wild» / «Выжить любой ценой»
- «Man, Woman, Wild» / «Мужчина, женщина, природа»
- «Ray Mears' Bushcraft» / «Искусство выживания» и другие фильмы Рэя Мирса
- «Survive This»
- «Surviving Disaster» / «Выжить в катастрофе»
- «Surviving the cut» / «На пределе»
- «Survivorman» / «Наука выживать»
- «Worst-Case Scenario series» / «Хуже быть не могло»
- «Выживание для летчиков» — Волович и Кудряшев
- «Следопыт» с Глебом Данильцевым
- «Умельцы против апокалипсиса», — сериал от Discovery Channel.